# بندسراجی

## نام و وجه تسمیه
نام روستای بندسراجی دارای سه وجه می‌باشد بند-سرا-جی. بند:به معنای مرز-سرا:مخفف ساردوئیه و جی ابتدای نام جیرفت می‌باشد و در مجموع بندسراجی به معنای مرز ساردوئیه و جیرفت می‌باشد.
بندسراجی دارای دو بخش قدیم وجدید می باشد.در بخش جدید،مشاع یک سلمانیه معروف به مشاع برخوری ها اولین مشاع می باشد.

## موقعیت جغرافیایی

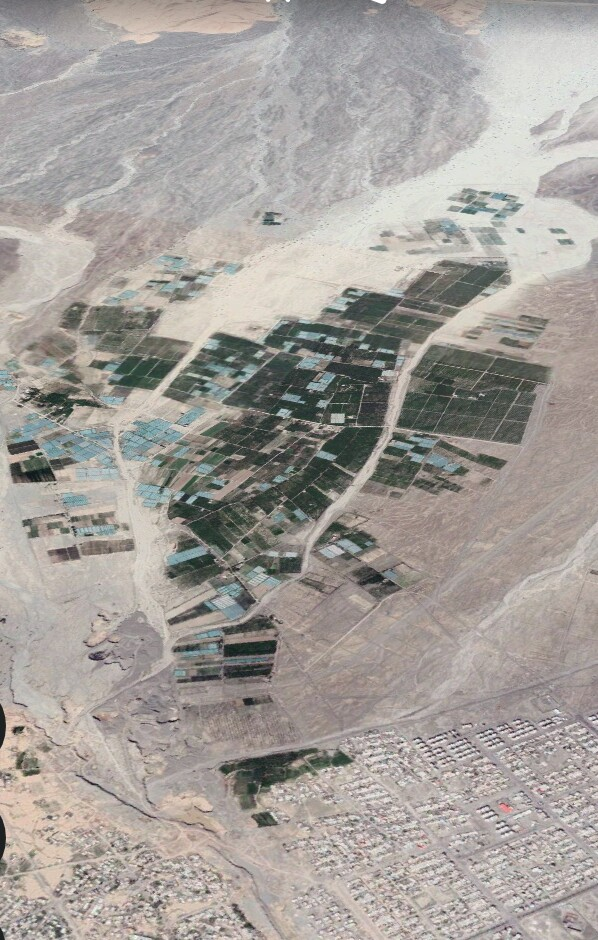
تصویر هوایی بندسراجی در شمال جیرفت

بندسراجی روستایی از توابع بخش مرکزی شهرستان جیرفت در استان کرمان ایران است. این روستا در ارتفاع تقریبی ۷۵۰متری قرار دارد و از طریق دو راه اسفالته با مرکزشهرجیرفت در ارتباط است. محور اصلی از انتهای بلوار شهید بهشتی به طول ۵ کیلومتر به سمت شمال به روستای بندسراجی منتهی می‌شود. ومسیر دوم از طریق جاده سد جیرفت، فرعی سمت راست بعد از مجتمع مسکونی کارکنان سد با مسافتی به مراتب طولانی‌تر از مسیر اول به روستای بندسراجی می‌رسد.

## آب و هوا
این روستا موقعیتی نیمه کوهپایه ای دارد هوای ان خنکتر ومرطوبتر از جیرفت و دارای مراتع و باغهای پهناور مرکبات است.
روستای بندسراجی از قطب‌های گلخانه ای جیرفت می‌باشد. خیار، همچنین توت فرنگی گلخانه ای و پرتقال والنسیای منطقه بندسراجی بسیار مرغوب است.

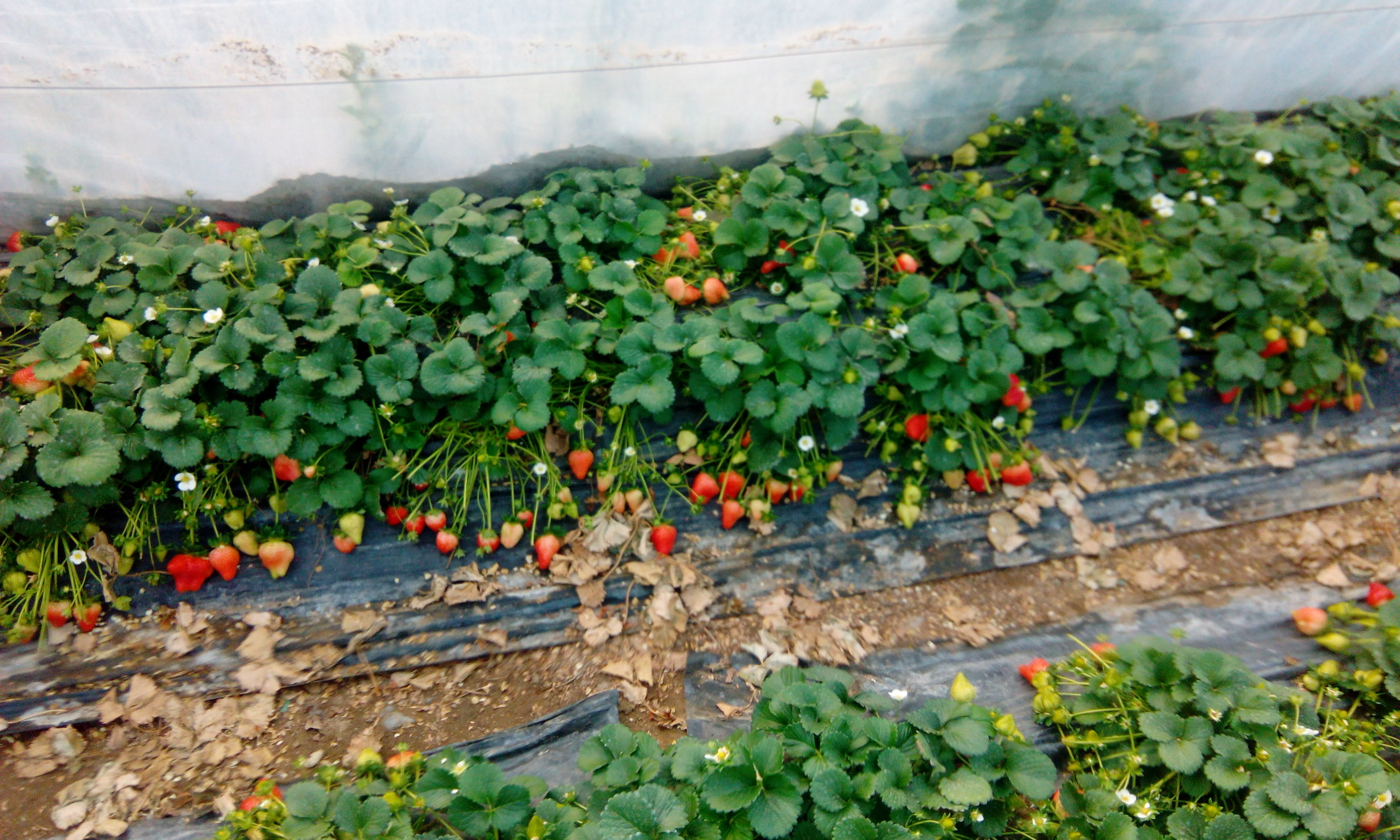
توت فرنگی گلخانه ای بندسراجی

## جمعیت
این روستا در دهستان هلیل قرار دارد و براساس سرشماری مرکز آمار ایران در سال ۱۳۸۵، جمعیت آن ۱۲۷ نفر (۳۴خانوار) بوده‌است.